# Bactericera crithmi
Bactericera crithmi är en insektsart som först beskrevs av Löw 1878.  Bactericera crithmi ingår i släktet Bactericera och familjen spetsbladloppor. Inga underarter finns listade i Catalogue of Life.